# Kelecsényi Károly
Kelecsényi Károly (Nagytapolcsány, 1854. szeptember 16. – Tavarnok, 1914. február 1.) jogász, jegyző, entomológus.

## Élete
Szülei Kelecsényi Ferenc szabó és Ruzsicska Anna voltak. Testvére Kelecsényi Anna (1842) volt. Felesége Paulényi Mária.
Gimnáziumi tanulmányait Nyitrán és Esztergomban végezte, majd Budapesten tisztképző iskolát végzett. Ugyanott a Budapesti Tudományegyetemen jogot tanult. Tanulmányai végeztével körjegyző lett Tavarnokon. 60.000 példányból álló bogár-, 10.000 darabból álló lepkegyűjteménye és gazdag szakkönyvtára volt. A Balkánon, Dalmáciában és a Felvidéken gyűjtött. Számos rovarfajt írt le, például a gyalogormányost (Cirrorhynchus kelecsenyii).
1876-tól ornitológiával is foglalkozott.
A Királyi Magyar Természettudományi Társulatnak 1897-től, a Magyar Orvosok és Természetvizsgálók XXIX. Vándorgyűlése (1897) nagyválasztmányának tagja. 1902-ben a II. Országos Mezőgazdasági Kiállításon Pozsonyban, kiállítóként bronzérmet kapott.

## Művei
- 1885 Nyitramegyei lepkék. Rovartani Lapok 2, 16.
- 1885 Éjjeli lepkevadászat Nyitramegyében. Rovart. Lapok 2, 71–74.
- 1885 Három nyitramegyei lepkefaj. Rovart. Lapok 2, 187–188.
- 1885 Ujabb felfedezések Nyitramegye lepkefaunájából. Rovart. Lapok 2, 249–250.
- 1887 Nova Aberratio von Zygaena Filipendulae L. Entomologische Zeitschrift 1, 21.
- 1891 D[eilephila] Vespertilio. Ent. Zeitschr. 1, 21.
- 1891 Die Zucht und Erscheinung von Boarmia Selenaria. H. B. Ent. Zeitschr. 5, 45.
- 1896 Nyitramegyei Nagy–Tapolcsány környékének bogár és lepke–faunája. Nyitravármegyei orvos-gyógyszerészeti egyesület 1895-1896. Évkönyve. Nyitra
- 1900 Bogarászati utam Boszniába és Herczegovinába. Rovart. Lapok 7, 62–64, 76–79.
- 1900 Supplementa ad enumerationem Coleopterorum et Lepidopterorum in Comitatu Nyitra (Hungaria) collectorum. Nyitra, 1–17